# Leśno Górne
Leśno Górne est une localité polonaise située dans la gmina mixte et le powiat de Police en voïvodie de Poméranie-Occidentale. Elle se situe à environ 13 km au nord de la capitale régionale Szczecin. Sa population est de 116 habitants.

## Géographie

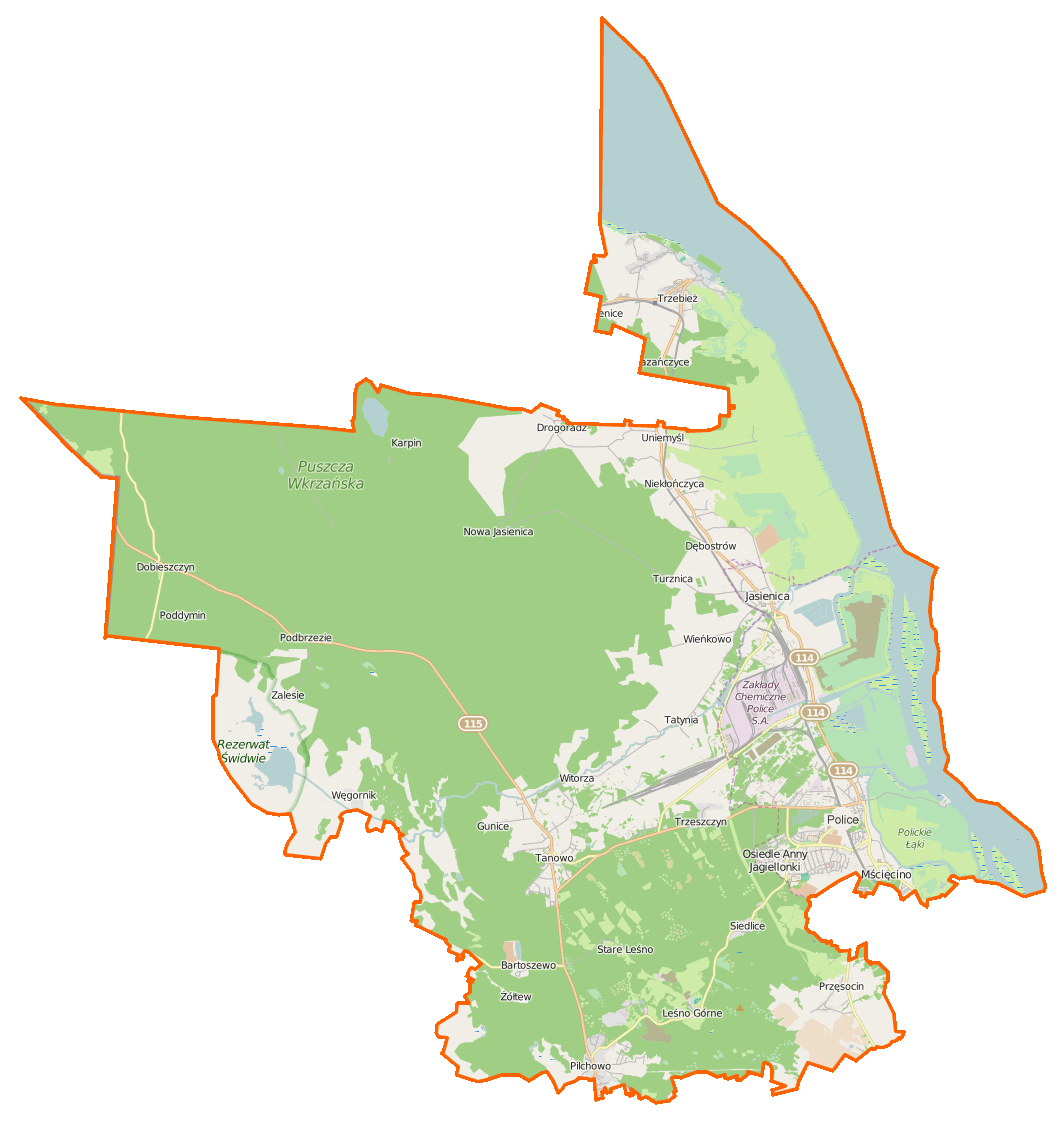
Carte de la gmina de Police.